# انگور دورگه

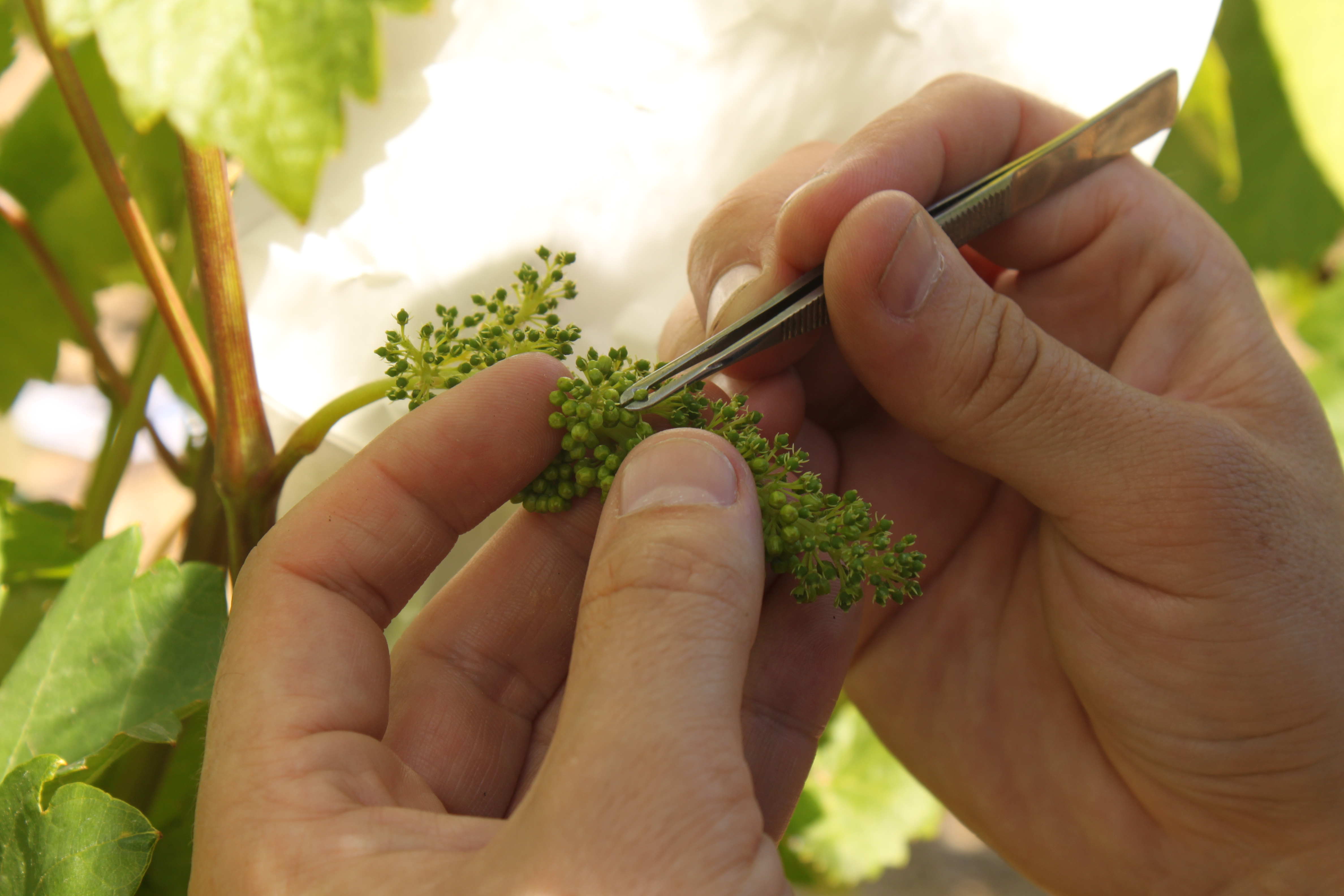
نمونه‌ای از پرورش‌دهنده‌ای که همهٔ گل‌های یک خوشه انگور را اخته می‌کند.

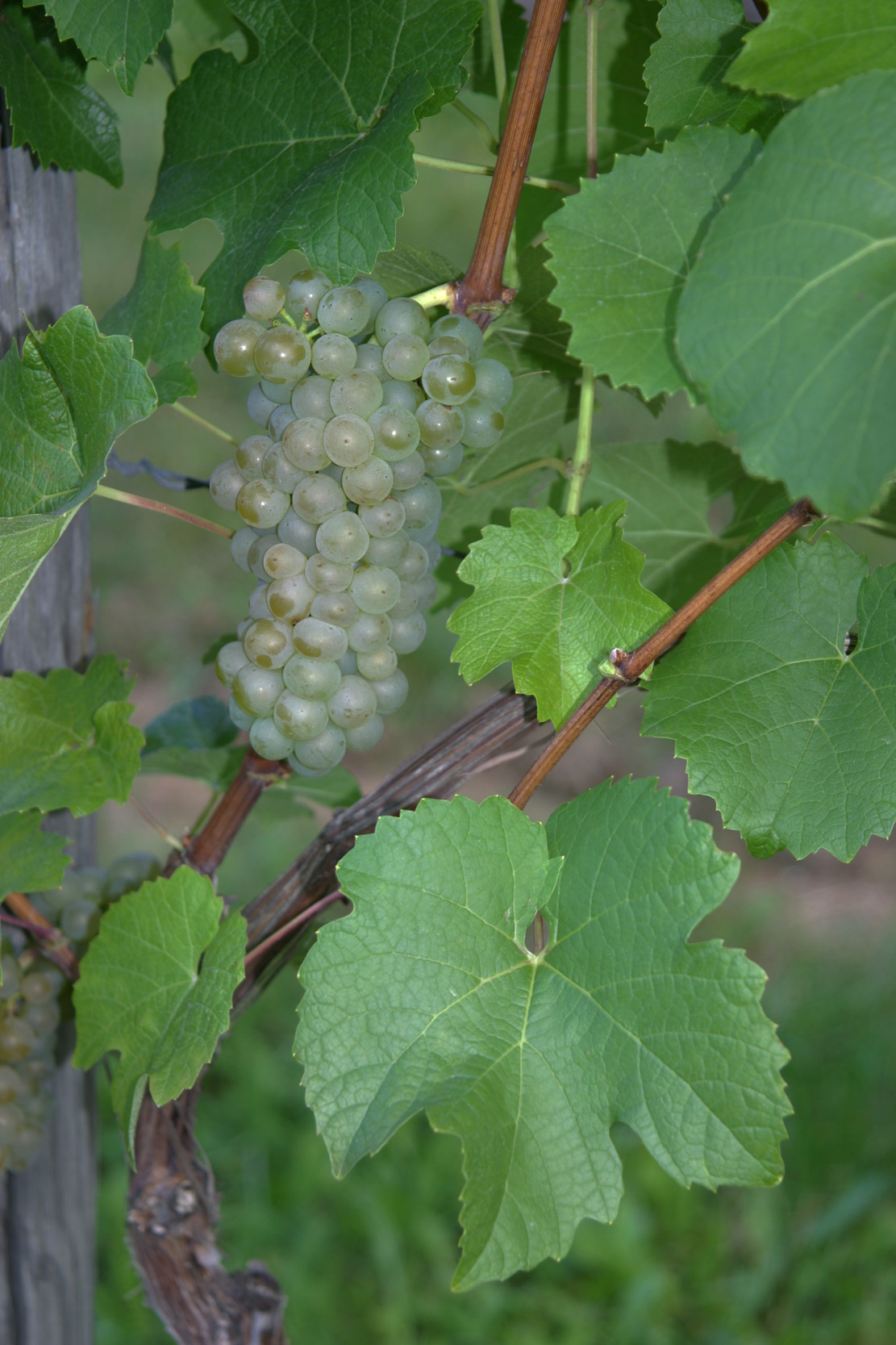
انگور دورگه Merzling توسط یک تلاقی انگور Seyve-Villard 5276 با یک تلاقی Riesling × پینو گری ایجاد شده است.

انگورهای دورگه رقم‌های انگوری هستند که محصول دورگه‌گیری دو یا چند گونه Vitis هستند. این برخلاف تلاقی بین گونه‌های انگور از همان گونه‌ها، به‌طور معمول Vitis vinifera یا انگور اروپایی است. از انگورهای دورگه به عنوان تلاقی بین‌گونه‌ای یا «واریته‌های نوین» نیز یاد می‌شود. واریته‌های دورگه به دلیل تحمل غالباً عالی آنها در برابر سفیدک پودری، دیگر بیماری‌های قارچی، نماتدها و شته مو، تا حدودی به کانون تجدیدنظر برنامه‌های اصلاح نژاد اروپا تبدیل شده‌اند. واریته‌های تازه توسعه‌یافته (روندو و ریجنت) نمونه‌هایی از گونه‌های دورگه جدیدتر از انگور برای تاک‌کاران اروپایی هستند. چندین برنامه اصلاح نژاد در آمریکای شمالی، مانند برنامه‌های کورنل و دانشگاه مینه‌سوتا، انحصاری روی انگورهای دورگه تمرکز می‌کنند، با برنامه‌های فعال و موفق، که صدها و نه هزاران واریته جدید ایجاد کرده‌اند.

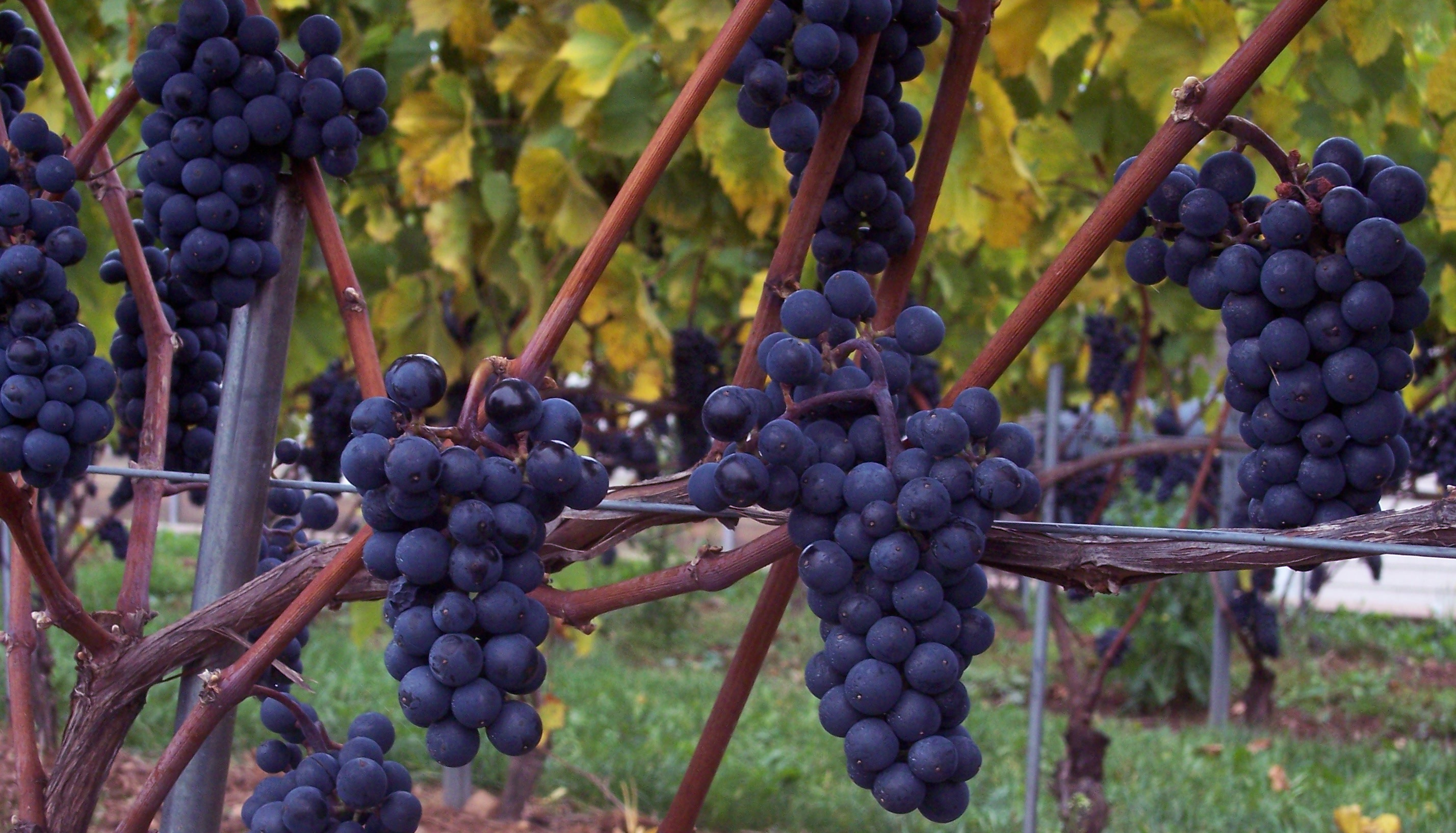
رقم انگور دورگه Marechal Foch